# Antje Wischmann
Antje Wischmann (* 9. Januar 1963 in Hamburg) ist eine deutsche Literaturwissenschaftlerin und Skandinavistin.

## Leben
Antje Wischmann studierte Skandinavistik, Germanistik und Literaturwissenschaft an den Universitäten Kiel und Flensburg. 1990/91 promovierte sie an der damaligen Pädagogischen Hochschule Flensburg. In der Zeit von 1998 bis 2006 arbeitete sie als wissenschaftliche Mitarbeiterin an Forschungsprojekten an der Hochschule Södertörn in Schweden. 2002 habilitierte sie sich für Skandinavistik an der Humboldt-Universität in Berlin. Gast- und Vertretungsprofessuren folgten an der Humboldt-Universität (2006 bis 2008), der Hochschule Södertörn (2009) und der Eberhard-Karls-Universität Tübingen (2009–2014). Im Jahre 2012 wurde sie zur außerplanmäßigen Professorin am Nordeuropa-Institut der Humboldt-Universität ernannt; seit dem Sommersemester 2014 lehrt sie als Professorin für Literatur- und Kulturwissenschaft in der Abteilung für Skandinavistik der Universität Wien.
Hauptschwerpunkt ihrer wissenschaftlichen Arbeit ist die neuere skandinavische Literatur- und Kulturwissenschaft.

## Schriften (Auswahl)
- Ästheten und Décadents. Eine Figurenuntersuchung anhand ausgewählter Prosatexte der Autoren H. Bang, J. P. Jacobsen, R. M. Rilke und H. v. Hofmannsthal (= Europopäische Hochschulschriften, Reihe 18. Bd. 58). Lang, Frankfurt am Main 1991, ISBN 3-631-43537-1 (Dissertation Universität Flensburg).
- Inger Christensens Roman "Azorno". In: Annegret Heitmann (Hrsg.): Ästhetik der skandinavischen Moderne. Bernhard Glienke zum Gedenken (= Beiträge zur Skandinavistik, Bd. 14). Lang, Frankfurt/M. 1998, S. 265–280, ISBN 3-631-32254-2.
- Verdichtete Stadtwahrnehmung. Untersuchungen zum literarischen und urbanistischen Diskurs in Skandinavien 1955–1995. Berliner Wiss.-Verlag, Berlin 2003, ISBN 3-8305-0361-X (Habilitationsschrift Humboldt-Universität Berlin).
- (Mit-Hrsg. u. Mitautorin): Städtischer Wandel in der Ostseeregion heute. Berliner Wiss.-Verlag, Berlin 2003, ISBN 3-8305-0334-2.
- Auf die Probe gestellt. Zur Debatte um die „neue Frau“ der 1920er und 1930er Jahre in Schweden, Dänemark und Deutschland (= Rombach Wissenschaften, Reihe Nordica. Bd. 11). Rombach, Freiburg/Br. 2006, ISBN 3-7930-9464-2.
- (Red.): Litteraturens värde. Konferens i Stockholm 26–28 november 2004. Almqvist & Wiksell, Stockholm 2006, ISBN 91-7402-359-4.
- Gegenwart (1980–2000). In: Jürg Glauser (Hrsg.): Skandinavische Literaturgeschichte. 2. aktualisierte und erweiterte Aufl. Metzler, Stuttgart 2016, ISBN 978-3-476-02454-1, S. 343–422.
- Das Geheimnis des Feuilletonisten. Konzeptualisierungen sozialer Mobilität in Herman Bangs Vekslende Themaer (1879–1884). In: Annegret Heitmann (Hrsg.): Herman-Bang-Studien (= Münchner nordistische Studien. Bd. 1). Utz, München 2008, ISBN 978-3-8316-0845-4, S. 77–118.
- (Mit-Hrsg.): Nortopia. Modern nordic architecture and postwar Germany ; [a Nordic-Berlin encounter]. Jovis Berlin, Berlin 2009, ISBN 978-3-86859-027-2.
- Für einen Platz in der europäischen Städteliga. Visuelle und semantische Strategien in der Inszenierung der "Kulturhauptstadt Vilnius 2009. In: Norbert Götz (Hrsg.): Vom alten Norden zum neuen Europa. Politische Kulturen im Ostseeraum. Festschrift für Bernd Henningsen. Berliner Wiss.-Verlag, Berlin 2010, ISBN 978-3-8305-1781-8, S. 367–388.
- (Hrsg.): Mobiler Norden. Mobilität aus skandinavischer Perspektive (= Rombach Wissenschaften, Reihe Nordica. Bd. 20). Rombach, Freiburg/Br. 2014, ISBN 978-3-7930-9756-3.
- (Mit-Hrsg.): Schriftfest / Festschrift. Für Annegret Heitmann (= Münchner nordistische Studien. Bd. 33). Utz, München 2018, ISBN 978-3-8316-4689-0.
- (Mit-Hrsg.): Multilingualität und Mehr-Sprachlichkeit in der Gegenwartsliteratur (= Rombach Wissenschaften, Reihe Nordica. Bd. 25). Rombach, Freiburg/Br. 2019, ISBN 978-3-96821-612-6.
- "Cut and Paste" im Tageswerk. Gunnar Björlings Methodenstil. In: Nordeuropaforum – Zeitschrift für Kulturstudien, Jg. 2021, S. 77–96 (Digitalisat).
- Übersetzung und literarischer Transfer als Figurationen transnationaler Mobilität. In: Alexandra Gansa, Annegret Pelz (Hrsg.): Mobile Kulturen und Gesellschaften. V & R unipress, Göttingen 2021, ISBN 978-3-8471-1208-2, S. 287–316.
- Wagnis Dissens. Kritische (Selbst-) Befragungen zur programmatischen Demokratieförderung schwedischer Bibliotheken. In: Bibliothek. Forschung und Praxis, Bd. 47 (2023), H. 1, S. 139–155.